# Dalnegorsk
Dalnegorsk (en rus Дальнегорск) és una ciutat del krai de Primórie, a l'Extrem Orient de Rússia, és a 337 km al nord-est de Vladivostok.

## Història
El 1899 un immigrant suís, Julius Brynner, creà un poble anomenat Tetukhe per a l'explotació d'un jaciment de zinc. El seu fill Borís continuà explotant la mina fins al 1931, un cas excepcional a la Unió Soviètica.
Tetiukhe accedí a l'estatus de possiólok el 1930 i fou rebatejada com a Dalnegorsk el 1973. Aconseguí l'estatus de ciutat el 1989.